# Phorochelifer mundus
Genre
Espèce
Phorochelifer mundus, unique représentant du genre Phorochelifer, est une espèce de pseudoscorpions de la famille des Cheliferidae.

## Distribution
Cette espèce est endémique du Nouveau-Mexique aux États-Unis.

## Description
Le mâle holotype mesure 2,4 mm et la femelle paratype 3,2 mm.

## Publication originale
- Hoff, 1956 : Pseudoscorpions of the family Cheliferidae from New Mexico. American Museum Novitates, no 1804, p. 1-36 (texte intégral).